# Markus Olsson
Markus Olsson, né le 31 mars 1990, est un handballeur suédois qui joue au poste d'arrière gauche pour l'IFK Kristianstad et l'Équipe de Suède masculine de handball.

## Carrière
Après avoir débuté à l'IFK Kristianstad, avec lequel il a remporté le championnat de Suède, Markus Olsson signe en 2015 au club danois du Skjern Håndbold. Il rejoint ensuite en 2018 le Fenix Toulouse. En 2020, Markus Olsson retourne à Kristianstad.